# Harlesden (Metropolitano de Londres)

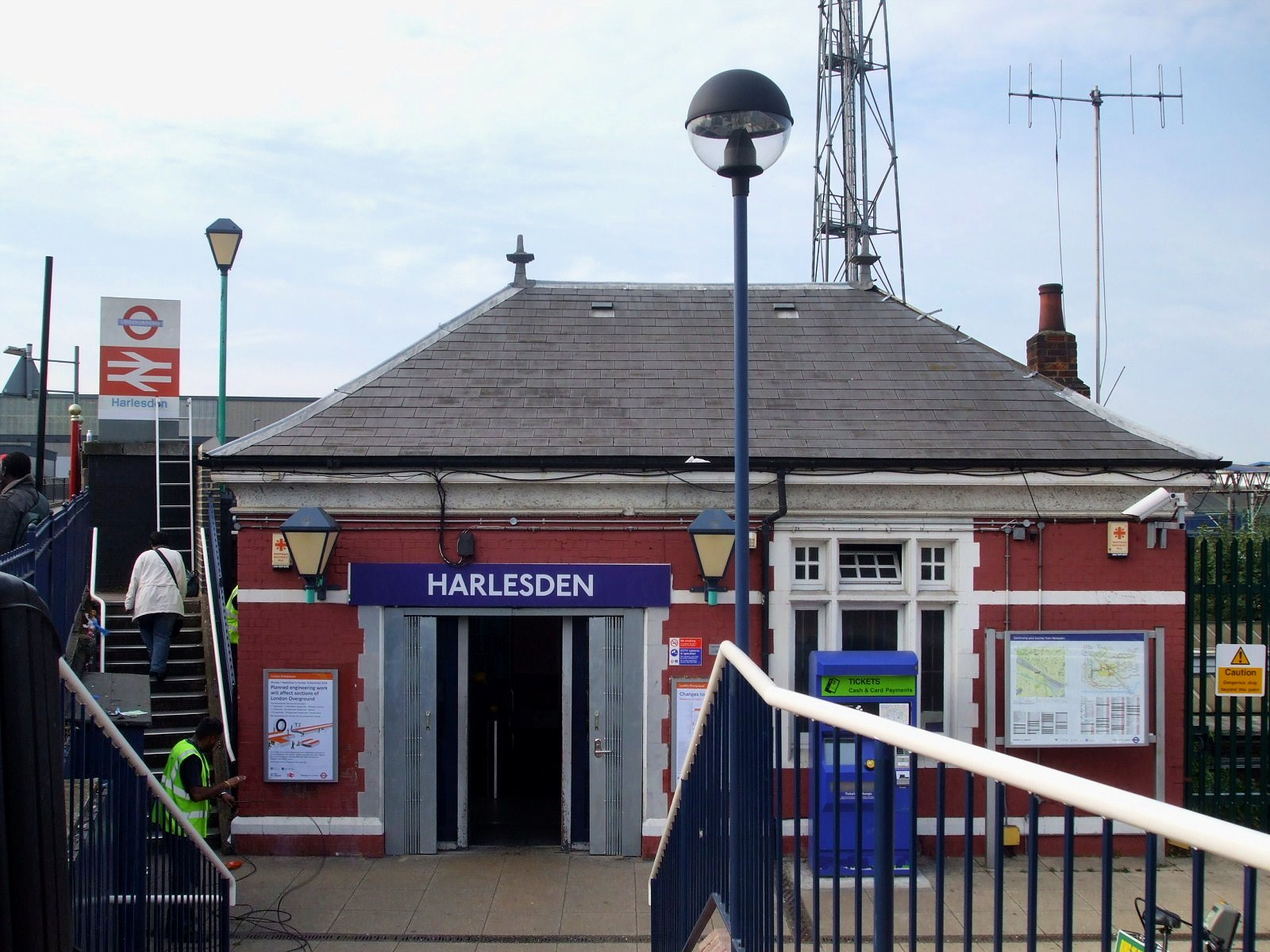
Prédio da estação de Harlesden

Harlesden é uma estação na Acton Lane no noroeste de Londres, servida pelos serviços da linha Bakerloo do Metrô de Londres e pelo London Overground. A linha ferroviária aqui é a divisa entre a área residencial de Harlesden e Stonebridge no leste, e o parque industrial de Park Royal no oeste. O extremo sul de Willesden Brent Sidings separa a estação da West Coast Main Line.